# Ельґаново
Ельґаново (пол. Elganowo, нім. Gilgenau) — село в Польщі, у гміні Пасим Щиценського повіту Вармінсько-Мазурського воєводства.
Населення — 151 особа (2011).

## Демографія
Демографічна структура станом на 31 березня 2011 року:
|          | Загалом | Допрацездатний вік | Працездатний вік | Постпрацездатний вік |
| -------- | ------- | ------------------ | ---------------- | -------------------- |
| Чоловіки | 75      | 12                 | 54               | 9                    |
| Жінки    | 76      | 19                 | 43               | 14                   |
| Разом    | 151     | 31                 | 97               | 23                   |